# Genisteina
Genisteina – organiczny związek chemiczny z grupy flawonoidów (dokładniej izoflawonów). Występuje w roślinach z rodziny bobowatych, w tym w ziarnie soi (Soiae semen). W roślinach występuje w postaci wolnej (jako aglikon) lub związana glikozydowo (genistyna).

## Działanie przeciwrobacze
Tradycyjnym środkiem zwalczającym pasożyty używanym przez plemiona indyjskie jest wyciąg z kory bulwy rośliny strączkowej Felmingia vestita, w którym za przeciwrobacze właściwości odpowiada genisteina. Badania potwierdziły skuteczność tego preparatu przeciwko niektórym przywrom (np. motylicy wątrobowej i Fasciolopsis buski) oraz tasiemcowi Raillietina echinobothrida. Wykazane zostało także działanie toksyczne genisteiny oraz jej pochodnych (Rm6423 i Rm6426) wobec tasiemca bąblowcowego i bąblowca wielojamowego. Działanie przeciwrobacze genisteiny związane jest z hamowaniem glikolizy i glikogenolizy oraz zaburzaniu sygnalizacji zależnej od jonów Ca2+
 oraz poziomu NO w pasożytach.

## Działanie na komórki ludzkie
Genisteina ma właściwości cytostatyczne i cytotoksyczne wobec komórek, zarówno zdrowych, jak i nowotworowych. Mechanizmów tych działań dopatruje się w hamowaniu aktywności kinaz tyrozynowych przekazujących sygnały do wzrostu komórek oraz topoizomerazy II – białka odpowiedzialnego za stabilność DNA. Może kierować w ten sposób komórki na szlak apoptotyczny. Właściwość ta może być uznana za korzystną w przypadku leczenia chorób nowotworowych. Z drugiej strony jej działanie może być szkodliwe dla komórek zdrowych. Tak jak inne flawonoidy wpływające na topoizomerazy, może działać mutagennie, np. powoduje pęknięcia DNA w genie MLL, którego mutacje są częste w ostrych białaczkach. Takie działanie wykazano w komórkach macierzystych krwi traktowanych flavonoidami in vitro.
Wysoki poziom flawonoidów w diecie kobiet ciężarnych jest podejrzewany o zwiększanie ryzyka wystąpienia u niemowląt ostrych białaczek szpikowych (AML) stanowiących ok. 15% z całkowitej zachorowalności niemowląt na białaczki (34/milion urodzeń w USA). Dziewczynki karmione w niemowlęctwie mlekiem sojowym (zawierającym genisteinę) częściej mają bolesne miesiączki jako młode dorosłe.

## Zespół Sanfilippo
Z badań wykonanych w zespole Grzegorza Węgrzyna (Katedra Biologii Molekularnej Uniwersytetu Gdańskiego) wynika, że genisteina powoduje zmniejszenie kumulowania glikozoaminoglikanów, których rozkład jest zaburzony w chorobie Sanfilippo. Z badań in vitro, na zwierzętach oraz badań klinicznych wynika, że postęp tej choroby może być znacznie spowolniony lub zahamowany przez stosowanie odpowiedniej dawki genisteiny.

## Działanie hormonopodobne
Genisteina należy do fitoestrogenów – wykazuje powinowactwo do receptorów beta-estrogenowych i może je pobudzać (działanie agonistyczne) lub hamować (działanie antagonistyczne). Właściwości te mają znaczenie w prewencji nowotworów piersi u kobiet i gruczołu krokowego u mężczyzn.
Na podstawie badań in vitro oraz in vivo stwierdzono, że genisteina może także przyśpieszać wzrost niektórych rodzajów raka piersi oraz zmniejszać ich wrażliwość na tamoksifen oraz letrozol – podstawowe leki stosowane w terapii tych nowotworów.